# نهر وايكاتو
نهر وايكاتو (بالإنجليزية: Waikato River)‏ هو أطول نهر في نيوزيلندا،يصل طوله  إلى 425 كيلومترا ويمر عبر الجزيرة الشمالية. يرتفع في المنحدرات الشرقية لجبل روابيهو، و ويصب في 	بحيرة توبو.